# Bloodlust!
Bloodlust! is een Amerikaanse thriller/horrorfilm uit 1961 van regisseur Ralph Brooke.

## Verhaal
Twee koppels zijn een boottochtje aan het maken. Ze komen langs een eiland dat niet op de kaart staat en gaan er een kijkje nemen. Het eiland blijkt te worden bewoond door de psychopathische Dr. Albert Balleau, die bij wijze van hobby op dieren en mensen jaagt.
Terwijl de groep probeert te ontkomen aan Dr. Balleau en zijn handlangers, doen ze een gruwelijke ontdekking over Dr. Balleaus vrouw en haar nieuwe vriend.

## Rolverdeling
| Acteur         | Personage          | Opmerkingen      |
| -------------- | ------------------ | ---------------- |
| Wilton Graff   | Dr. Albert Balleau |                  |
| Robert Reed    | Johnny Randall     |                  |
| June Kenney    | Betty Scott        |                  |
| Joan Lora      | Jeanne Perry       |                  |
| Eugene Persson | Pete Garwood       | als Gene Persson |
| Walter Brooke  | Dean Gerrard       |                  |
| Lilyan Chauvin | Sandra Balleau     |                  |

## Achtergrond
De film werd bespot in de televisieserie Mystery Science Theater 3000. Ze bevindt zich tegenwoordig in het publiek domein.